# Lee Beom-seok
Đây là một tên người Triều Tiên, họ là Lee.
Lee Beom-seok (Hangul: 이범석, 1900–1972) là nhà hoạt động cách mạng và vận động độc lập dân tộc người Triều Tiên đồng thời là thủ tướng đầu tiên của Hàn Quốc; tại nhiệm từ năm 1948 đến năm 1950. Bên cạnh đó, ông từng là lãnh đạo của Liên đoàn Thanh niên dân tộc Hàn Quốc với bí danh "Chulgi".